# Юнузлія
Юнузлія (мак. Јунузлија) — село у Північній Македонії, яке входить до общини Карбинці, що в Східному регіоні країни.
Громада складається з 35 осіб (перепис 2002): за національністю — турки. Село розкинулося в низинній місцевості (середні висоти — 938 метрів), яку македонці називають Овче поле.